# Heterochasta
Heterochasta là một chi bướm đêm thuộc họ Geometridae.